# Communauté de communes Rhône Lez Provence
Die Communauté de communes Rhône Lez Provence ist ein französischer Gemeindeverband mit der Rechtsform einer Communauté de communes im Département Vaucluse in der Region Provence-Alpes-Côte d’Azur. Sie wurde am 21. November 2005 gegründet und umfasst fünf Gemeinden. Der Verwaltungssitz befindet sich im Ort Bollène.

## Mitgliedsgemeinden
| Gemeinde                                  | Einwohner 1. Januar 2022 | Fläche km² | Dichte Einw./km² | Code INSEE | Postleitzahl |
| ----------------------------------------- | ------------------------ | ---------- | ---------------- | ---------- | ------------ |
| Bollène                                   | 13.871                   | 54,03      | 257              | 84019      | 84500        |
| Lamotte-du-Rhône                          | 397                      | 11,97      | 33               | 84063      | 84840        |
| Lapalud                                   | 3.831                    | 17,37      | 221              | 84064      | 84840        |
| Mondragon                                 | 3.756                    | 40,65      | 92               | 84078      | 84430        |
| Mornas                                    | 2.530                    | 26,09      | 97               | 84083      | 84550        |
| Communauté de communes Rhône Lez Provence | 24.385                   | 150,11     | 162              | –          | –            |